# Jidi Majia
Jidi Majia (chinês simplificado: 吉狄马加, chinês tradicional: 吉狄馬加, pinyin: Jídí mǎjiā) é um poeta chinês e vice-governador da província de Qinghai de 2006 a 2010.

## Biografia
Nasceu em 1961 e pertence a uma minoria étnica da China, os Yi. Publicou numerosas antologias poéticas desde 1980 e ganhou prémios nacionais de literatura, sendo também considerado um dos maiores poetas de minorias na China. É o Presidente da Associação Literária das Minorias da China e Vice-Presidente Permanente da Associação dos Poetas da China.
Ele foi orientado pelo poeta Ai Qing e ganhou atenção nacional quando a sua colectânea "Canção do Primeiro Amor" ganhou o Terceiro Prémio Nacional de Poesia da China em 1986.  O seu trabalho foi traduzido para muitas línguas,

 e recebeu inúmeros prémios internacionais, incluindo a Medalha Memorial Sholokhov para Literatura em 2006 da Associação Russa de Escritores, e um Certificado de Contribuições em Poesia. da Associação de Escritores Búlgaro nesse mesmo ano.
O seu livro de poemas My First Love ganhou o Prémio Nacional de Poesia da China. O Sonho de um nativo de Yi ganhou o quarto Prémio Literário das Minorias da China por poesia. Ele é presidente do Festival Internacional de Poesia de Qinghai, que se localiza nas margens do maior lago da Ásia, o Lago dos Deuses, na confluência do Rio Amarelo e do Yangtze, e também participou do Festival Internacional de Poesia de Medellín.  Em 2016, ele recebeu HOMER - A Medalha Europeia de Poesia e Arte.

## Obras

### Publicadas na China
- The Song of My First Love (Sichuan Nationalities Publishing House;1985);《初恋的歌》;1985;四川民族出版社
- The Dream of a Yi Native (China Nationalities Publishing House; 1990);《一个彝人的梦想》;1990;民族出版社
- The Sun in Rome (Sichuan Nationalities Publishing House;1991);《罗马的太阳》;1991;四川民族出版社
- Selected Poems by Jidi Majia (published in Yi language;Sichuan Nationalities Publishing House;1992);《吉狄马加诗选译》（彝文版）;1992;四川民族出版社
- A Poetry Anthology of Jidi Majia (Sichuan Literature and Art Publishing House;1992);《吉狄马加诗选》;1992;四川文艺出版社
- The Buried Words (Guizhou People's Publishing House;1998);《遗忘的词》;1998;贵州人民出版社
- A Selection of Jidi Majia's Short Poems (Hong Kong Milky Way Press; 2003);《吉狄马加短诗选》;2003;香港银河出版社
- Poems of Jidi Majia (Sichuan Literature and Art Publishing House; 2004);《吉狄马加的诗》;2004;四川文艺出版社
- Time (Yunnan People's Publishing House;2006);《时间》;2006;云南人民出版社
- Jidi Majia's Poems and Essays (People's Literature Publishing House; 2007);《吉狄马加的诗与文》;2007;人民文学出版社
- The Hawk's Wings and the Sun (Writers Press；2009);《鹰翅与太阳》;2009; 作家出版社
- A Collection of Jidi Majia's Speeches (Sichuan Literature and Art Publishing House;2011);《吉狄马加演讲集》;2011;四川文艺出版社
- For the Land and Life (Qinghai People's Publishing House; 2011);《为土地和生命而写作——吉狄马加访谈及随笔集》; 2011; 青海人民出版社
- Poems of Jidi Majia (revised edition; Sichuan Literature and Art Publishing House;2012);《吉狄马加的诗》;2012;（补充版）四川文艺出版社
- Identity (Jiangsu Literature and Art Publishing House;2013);《身份》;2013;江苏文艺出版社
- A Collections of Poems by Jidi Majia (Jiangsu Literature and Art Publishing House;2013);《诗歌集》;2013;江苏文艺出版社
- Flames and Words (Foreign Language Teaching and Research Press;2013);《火焰与词语》;2013;外语教学与研究出版社
- For the Land and Life (Foreign Language Teaching and Research Press;2013);《为土地和生命而写作——吉狄马加演讲集》;2013;外语教学与研究出版社
- I Snow Leopard... (Foreign Language Teaching and Research Press;2014);《我，雪豹......》;2014;外语教学与研究出版社
- Between Snow Leopard and Mayakovsky (Yangtze River Literature and Art Publishing House;2016);《从雪豹到马雅可夫斯基》;2016;长江文艺出版社
- Poems Selected by JidiMajia (Yunnan People's Publishing House,2017);《吉狄马加自选诗》;2017;云南人民出版社
- Place Closest to White Clouds (Sino-culture Press,2017);《与白云最近的地方》;2017;华文出版社
- 24 Sonnets to Mother (China Children's Press and Publication Group, 2017);《献给妈妈的二十首十四行诗》;2017;中国少儿出版社
- Listen to get her with Mountains:Interviews with Jidi Majia (Jiangsu Phoenix Literature and Art Publishing,LTD);《与群山一起聆听——吉狄马加访谈集》;2017;凤凰文艺出版社

### Publicadas em países estrangeiros
- At the Ends of the Earth (Le Improntedegli Uccelli,Rome, Italy;2005);Le Improntedegli Uccelli 译者：VilmaCostantini(康薇玛)外版名称：Dove Finisce La Terra 出版时间：2005, ISBN 88-89610-00-X
- Chord of Sleep  (The State Press, Bulgaria;2005);保加利亚语版诗集外方出版社：保加利亚国家作家出版社译者：Христо Караславов,Полина Тинчева(赫里斯托·卡拉斯拉沃夫、波莉娜·廷切娃译)外版名称：акорднасъня(《"睡"的和弦》)对应中文《时间》出版时间：2005;ISBN 954-443-487-9
- The Eyes of the Autumn (Makavej, Macedonia;2006);马其顿语诗集外方出版社：Makavej(马其顿共和国斯科普里学院出版社)译者：特拉扬·彼德洛夫斯基 外版：очитенаесента; 出版时间：2006;ISBN 9989-164-08-8
- A Selection of Jidi Majia's Poems (publisher:The Autumn of Poetry, Serbia Smederev International Poetry Festival;2006);塞尔维亚语版诗歌选集外方出版社："斯姆德雷沃诗歌之秋"国际诗歌节出版译者：Драган Драrojловиh 外版名称：ПЕСМЕ 出版时间：2006;ISBN 86-84201-30-2
- TIME(Foibos,Czech;2006)；捷克语版诗集 外方出版社：Foibos(捷克芳博斯文化公司)译者：Jan Cimický 外版名称：Čas出版时间：2006;ISBN 80-903661-9-8
- Song of the Yi (Projekt Verlag,Germany;2007); 德语版诗集 外方出版社：Projekt Verlag译者：Peter Hoffmann 彼得·霍夫曼外版名称：Gesange Der Yi出版时间：2007;ISBN 978-3-89733-166-2
- The Yi Nationality (Voice of China Broadcasting Co.Ltd.,UK,2007);
- TIME  (Librairie de Youfeng,France;2007); 法语版诗集 外方出版社：LibrairiedeYoufeng(友丰书店)译者：Sandrine Alexandre 外版名称：Temps 出版时间：2007, ISBN 978-2-84279-337-1
- TIME (Wydawnictwo Adam Marszałek,Poland;2007);波兰语版诗集 外方出版社：Wydawnictwo: Adam Marszałek 译者：Marek Wawrzkiewicz、Peter Tabora 外版名称：Magiczna Ziemia 出版时间：2007, ISBN 978-83-7441-622-1
- TIME (La Castalia,Venezuela; 2008); 西班牙语版诗集(委内瑞拉出版)外方出版社：La Castalia 译者：J.M. Briceno Guerrero，赵振江外版名称：Tiempo 出版时间：2008;
- TIME (홍정선김수영,Korea;2009); 韩语版诗集 外方出版社：홍정선김수영(韩国文学与知性出版社)译者：백지훈 外版名称：시간对应中文《时间》出版时间：2009, ISBN 978-89-320-1971-0
- TIME (Proa American Editores,Argentina;2011); 西班牙语版诗集(阿根廷出版)外方出版社：Pro American Editores 译者：Chiti Matya 外版名称：Tiempo 出版时间：2011; ISBN 978-987-1766-39-0
- Words of Flame (Corporaciode Artey Poesia Prometeo,Columbia;2013); 西班牙语版诗集(哥伦比亚出版)外方出版社：Corporaciode Arte y Poesia Prometeo 译者：Leon Blanco 外版名称：Palabras de Fuego,出版时间：2013; Este libro se imprimioenlostalleres de Cajas y Empaques de Colombia linea editorial Medellin—Colombia 2013;
- TIME (Гипepиoh, St. Petersburg, Russia; 2013); 俄语版诗集外方出版社：Гипepиoh(吉彼里昂出版社)译者：Д.А. Дерепа, перевод 外版名称：время 出版时间：2013; ISBN 978-5-89332-219-4
- Rhapsody in Black (University of Oklahoma Press,United States;2014); 英语版诗集 外方出版社：University of Oklahoma Press(美国)译者：Denis Mair 外版名称：Rhapsody in Black 出版时间：2014, ISBN 978-0-8061-4449-8
- Rhapsody in Black(Объединённоегуманитарноеиздательство,Russia;2014); 俄语版诗集 外方出版社：Объединённоегуманитарноеиздательство(俄罗斯联合人文出版社)译者：李英男、李雅兰外版名称：Чёрная рапсодия 出版时间：2014; ISBN 978-5-94282-746-5
- For the Landand Life (Corporation of Art and Poetry Prometeo,Columbia;2014);西班牙语版演讲集(哥伦比亚出版)外方出版社：Corporation of Art and Poetry Prometeo(哥伦比亚)译者：Rafael Patiño Góez 外版名, En El Nombredela Tierrayde la Vida 出版时间：2014; ISBN 978-958-95862-5-9
- For the Land and Life (LIBRERIA ORIENTALIA,Italy;2014); 意大利语版演讲集外方出版社：LIBRERIA ORIENTALIA 译者：Laura Cassanelli 吕晶 外版名称：Scrittiper la Terraeper la Vita—Discorsiscelti 出版时间：2014; ISBN 978-88-96851-08-1
- Words of Flame (MEMOIRED’ENCRIERINC,Canada;2014);法语版诗集(加拿大出版)外方出版社：MEMOIRED’ENCRIERINC 译者：Françoise Roy 外版名称：Paroles de Feu 出版时间：2014, ISBN 978-2-89712-223-2
- Words of Flame (THE EUROPEAN IDEA CULTURAL FOUNDATION,Romania;2014); 罗马尼亚语版诗集 外方出版社：THE EUROPEAN IDEA CULTURAL FOUNDATION, 译者：Constantin Lupeanu(鲁博安)，Andrian Daniel Lupeanu 外版名; 称：Flacarasi Cuvant 出版时间：2014, ISBN 978-606-594-261-5
- Words of Flame (DARAL-SAQI,Lebanon;2014); 阿拉伯语版诗集(黎巴嫩出版)外方出版社：DAR AL-SAQI 译者：Sayed Gouda 外版名称：وكلماتلهيبنار出版时间：2014, ISBN 978-6-14425-786-9
- Words of Flame (Boolean Cik Literature Club,Bosnia and Herzegovina;2014); 塞尔维亚语诗集(波黑出版) 外方出版社：KNJIZEVNI KLUB BRCKO DISTRIKT(波黑)译者：Zarko Milenic 外版名称：Rijeci Vatre出版时间：2014; ISBN 978-9958-644-33-7
- Shade of Our Mountain Range (UHURUDESIGNSTUDIO (PTY) LTD,South Africa;2014); 英语版诗集(南非出版)外方出版社：UHURUDESIGNSTUDIO(PTY)LTD 译者：Denis Mair 外版名称：Shade of our Mountain Range 出版时间：2014; ISBN 978-0-620-64264-4
- Poetry-Tool and Witness to China's Renaissance(UHURUDESIGN STUDIO(PTY)LTD,South Africa;2014); 英语版演讲集(南非出版)外方出版社：UHURUDESIGNSTUDIO(PTY)LTD 译者：Denis Mair 外版名称：Poetry-Tool and Witness to China's Renaissance 出版时间：2014, ISBN 978-0-620-64169-2
- Words of Flame (NayaUdyog,India;2015); 孟加拉语版诗集外方出版社：NayaUdyog(印度)译者：Ashis Sanyal 外版名称：孟加拉语不会拼，对应的英文名称：Words of Fire 出版时间：2015; ISBN 978-81-89863-62-3
- For the Land and Life (THE EUROPEAN IDEA CULTURAL FOUNDATION,Romania;2015); 罗马尼亚语版演讲集 外方出版社：THE EUROPEAN IDEA CULTURAL FOUNDATION 译者：Maria-Ana Tupan 外版名称：In Numele Pamentului Sial Vietii 出版时间：2015;ISBN 978-81-89863-62-3
- Words of Flame (Colleccion Sur Editores,Cuba;2015); 西班牙语版诗集(古巴出版)外方出版社：Union de Escritoresy Artistas de Cuba 译者：Françoise Roy 外版名称：Palabras de Fuego 出版时间：2015; ISBN 978-959-302-160-9
- For the Land and Life (Lockerverlag,Austria;2015); 德语版演讲集 外方出版社：LÖCKERVERLAG(奥地利)译者：Claudia Kotte 外版名称：Im Namen Von Land Und Leben 出版时间：2015, ISBN 978-3-85409-747-1
- Words of Flame (Lockerverlag,Austria;2015); 德语版诗集 外方出版社：LÖCKERVERLAG(奥地利)译者：Helmuth A.Niederle 外版名称：Worte Des Feuers 出版时间：2015; ISBN 978-3-85409-735-8
- Words of Flame (Society of Dekata,Greece;2015); 希腊语版诗集外方出版社：Society of Dekata 译者：Yorgos Blanas 外版名称：Λόγιατηςφωτιάς 出版时间：2015, ISBN 978-618-5179-00-7
- Identity (Editori Riuniti,Italy;2015); 意大利语版诗集 外方出版社：EDITORI INT.RIUNITI 译者：Rosa Lombardi 外版名称：Identica 出版时间：2015; ISBN 978-618-5179-00-7
- Words of Flame (Vogi Nairi,Armenia;2015); 亚美尼亚语版诗集外方出版社：Vogi-Nairi,Arts Center译者：Kristine Balayan,Hrant Alexanian; 外版名称：ՀՐԵՂԵՆԽՈՍՔԵՐ 出版时间：2015; ISBN 978-9939-1-0265-8
- For the Landand Life (Mémoired'Encrier,Canada;2015); 法语版演讲集(加拿大出版)外方出版社：MEMOIRED’ENCRIERINC 译者：Françoise Roy 外版名称：Au Nomde la Terreet de la Vie 出版时间：2015; ISBN 978-2-89712-226-3
- Words of Flame (TEKİNYAYINDAĞITIM,Turkey;2015); 土耳其语版诗集 外方出版社：TEKİNYAYINDAĞITIMSAN.TİC.LTD.ŞTİ. 译者：Ataol Behramoglu 外版名称：Gokveyerarasinda出版时间：2015; ISBN 978-9944-61-105-3
- Words of Flame (DIALOG,Poland;2015); 波兰语版诗集外方出版社：Dialog 译者：Malgorzata Religa 外版名称：Słowa Płomieni 出版时间：2015; ISBN 978-83-8002-331-4
- Words of Flame(Valparaíso Ediciones,Spain;2015); 西班牙语版诗集(西班牙出版)外方出版社：Valparaíso Ediciones 译者：Françoise Roy 外版名称：Palabras de Fuego 出版时间：2015;ISBN 978-84-944158-5-2
- For the Landand Life(Knjizevni Klub Brcko,Bosnia and Herzegovina;2015); 塞尔维亚语版演讲集(波黑出版)外方出版社：KNJIZEVNI KLUB BRCKO DISTRIKT(波黑)译者：Zarko Milenic 外版名称：UIme Zemlje Zivota出版时间：2015, ISBN 978-9958-644-42-9
- Words of Flame (Twaweza Communications Ltd.,Kenya;2015); 斯瓦西里语版诗集(肯尼亚出版)外方出版社：Twaweza Communications Ltd 译者;Philo Ikonya 外版名称：ManenoY Moto Kutoka China, 出版时间：2015; ISBN 978-9966-028-57-0
- I Snow Leopard (Manoa Books,United States;2016); 英文版诗集《我，雪豹......》外方出版社：Manoa Books 译者：Frank Stewart; 外版名称：I Snow Leopard; 出版时间：2016; ISBN 978-0-9891277-4-5
- Words of Flame (DAUPHIN,Czech;2016); 捷克语版诗集 外方出版社：DAUPHIN 译者：Zuzana Li 外版名称：Slovav Plamenech 出版时间：2016;ISBN 978-80-7272-759-9;ISBN 978-80-7272-760-5(PDF);ISBN 978-80-7272-761-2(ePUB)
- An Eternal Rite (Biblioteka Tematu,Poland;2016); 波兰语版诗集外方出版社：Biblioteka Tematu 译者：Dariusz Tomasz Lebioda 外版名称：Ryty Wieczności 出版时间：2016,ISBN 978-83-65150-27-1
- Rhapsody in Black (Pardes Publishing,Israel;2016); 希伯来语版诗集 外方出版社：Pardes Publishing(以色列)译者：Amir Or 外版名称：רפסודיהבשחור出版时间：2016; ISBN 978-1-61838-284-9
- TIME (Ars Orientalis,Estonia;2016); 爱沙尼亚语版诗集外方出版社：ARS ORIENTALIS 译者：Jüri Talvet 外版名称：Aeg 出版时间：2016; ISBN 978-9949-81-207-3
- Rhapsody in Black (Durieux,Croatia;2016); 克罗地亚语版诗集外方出版社：Durieux 译者：Miloš Djurdjević 外版名称：Rapsodiiau Crnom;出版时间;2016;ISBN 978-953-188-436-5
- Identity (Aurora Publishing,UK;2016);英语版诗集(英国出版)外方出版社：Aurora Publishing 译者：Qian Kunqiang 外版名称：Identity;出版时间：2016; ISBN 978-1-908647-78-8
- Rhapsody in Black (Editorial Galaxia,Spain;2016);加里西亚语诗集外方出版社：EDITORIAL GALAXIA;译者：Francisco Alberto Pombo; 外版名称：Rapsodia en Negro出版时间：2016;ISBN 978-84-9151-024-6
- The Color of Heaven (THE EUROPEAN IDEA CULTURAL FOUNDATION,Romania;2016);罗马尼亚语版诗集 外方出版社：THE EUROPEAN IDEA CULTURAL FOUNDATION 译者：Constantin Lupeanu(鲁博安)外版名称：Culoarea Paradisului(中文意为：天堂的色彩，即中文版诗集《从雪豹到马雅可夫斯基》)出版时间：2016; ISBN 978-606-594-502-9
- Én,ahópárduc–Jidi Majia válogatottversei(MAGYAR PEN CLUB,Hungary;2017); 匈牙利语诗集(布达佩斯出版)外方出版社：MAGYAR PEN CLUB(匈牙利笔会)译者：芭尔涛·艾丽卡、拉茨·彼得、苏契·盖佐审校：余泽民;出版时间：2017; ISBN 978-7-5135-4937-0
- Poetry and Artwork Collection of Jidi Majia (Cambridge Rivers Press, UK;2017);
- FROM THE SNOW LEOPARD TO MAYAKOVSKY(Kallatumba Press,San Francisco,US;2017); 英语版诗集(美国旧金山)外方出版社：Kallatumba Press(阿尔巴尼亚语：倾倒出版社)译者：Denis Mair 外版名称：FROM THE SNOW LEOPARD TO MAYAKOVSKY 出版时间：2017;
- تاملكلاران(EDITIONS LA CROISEE DES CHEMINS,Morocco;2017); 阿拉伯语版诗集 外方出版社：摩洛哥十字路口(EDITIONS LA CROISEE DES CHEMINS)出版社 译者：Jalal El Hakmaoui 外版名称：نارالكلمات出版时间：2017;
- شتآناگژاوزایراعشاویفربگنلپ،نم(OSTOORE PUBLISHER, Iran;2017);波兰语版诗集 外方出版社：伊朗OSTOOREPUBLISHER出版社译者：Abolghasem Esmaeil pour Motlagh 外版名称：من،پلنگبرفیواشعاریازواژگانآتش出版时间：2017;
- Immortality (Foreign Publishing House: United and Humanitie Press:2017);俄语版诗集外方出版社：联合人文出版社 译者：李英男、李雅兰、顾宇、谢尔盖·托洛普采夫、阿列克谢·菲利莫诺夫 外版名称：Ушедший в бессмертие 出版时间：2017; ISBN 978-5-94282-814-1
- Acourt in the Starry Sky of the Red Lion (Foreign Publishing House: AUSTRIA PEN CLUB;2017);德语版诗集 外方出版社：AUSTRIA PEN CLUB(奥地利笔会)译者：赫尔穆特·A·聂德乐 外版名称：DERRACHEN DES ROTEN LÖWEN IN DER STERN- KAMMERDER GEDANKEN 出版时间：2017; ISBN 978-3-85409-887-4

## Prémios
- Self-portrait and Other foi premiado com o principal prémio de poesia (The 2nd China Literature Prize for Minority, 1985);
- Hunter's World recebeu o prémio de Poesia Escrita Criativa 1994 - 1995 (Star Poetry; 1986);
- Canção do Primeiro Amor foi premiado como a melhor antologia de poesia (O 3º Prémio Nacional de Poesia da China, 1988);
- Doze Poemas de Jidi Majia foi premiado com o Prémio de Literatura de Sichuan (1988);
- A Canção do Meu Primeiro Amor recebeu o prémio honorário de Guo Moruo Prémio de Literatura (1988);
- Self-portrait and Other recebeu o prémio honorário de Guo Moruo Prémio de Literatura (1988);
- O Sonho de um Nativo Yi foi agraciado com o Morning Star Lily Prize (Associação Nacional dos Escritores da China, 1989);
- O Sol em Roma foi premiado com o Prémio de Literatura Minoritária de Sichuan (1992);
- O sonho de um nativo Yi foi premiado pela antologia de poesia (o 4º Prémio Nacional da China para Literatura Minoritária, 1993);
- Prémio de Literatura Zhuangzhong (China, 1994);
- Medalha Memorial Sholokhov de Literatura (Associação de Escritores Russos, Rússia, 2006);
- Certificado Especial (Associação de Escritores Búlgaro, Bulgária, 2006);
- Prémio de Poetas Anuais (Poesia Mensal, China; 2011);
- Certificado de Honra emitido pelo comité organizador do Festival Internacional de Poesia “Autumn of Warsaw” no seminário intitulado “A poesia de Jidi Majia na visão global” (Beijing, 2011);
- Prêmio de Literatura Rougang (China, 2012);
- Certificado de Honra e Medalha concedido pela Universidade Estadual Peru Trujillo na atividade comemorativa dos 120 Anos de César Vallejo (2012);
- Prêmio Lifetime Achievement para Yi Poetry (China, 2014);
- Prêmio Humanitário Mkhiva (África do Sul; 2014);
- Poema "Eu 'Snow Leopard..." foi premiado anualmente (Literatura do Povo, China, 2014) ；
- Prémio de ouro para Master Soul of Chinese Poetry (16ª Caneta dos Poetas da China Internacional; 2015);
- HOMER - A Medalha Europeia de Poesia e Arte (2016);
- Prêmio de Poesia (China, outubro mensal, 2016);
- Prêmio Li Baiand Du Fu de Poesia (China, 2016);
- Award for Outstanding Poets (revista The Contemporary People, Romênia; 2016);
- Prêmio por Poesia (Romênia Bucharest Writers Association, 2016)
- Prêmio da poesia da cidade de Bucareste (o festival internacional da poesia de Bucareste, Romênia, 2017)
- Prêmio Ianicius (Polônia, 2017)
- Prêmio de Realização ao Longo da Vida do Prêmio de Poesia Xu Zhimo (King's College), Universidade de Cambridge, Reino Unido, 2017)